# چیورنی یار (آستراخان)
چیورنی یار (روسی: Чёрный Яр) یک منطقهٔ مسکونی در روسیه است که در استان آستراخان واقع شده‌است.